# Pentaceraster westermanni
Pentaceraster westermanni är en sjöstjärneart som först beskrevs av Christian Frederik Lütken 1871.  Pentaceraster westermanni ingår i släktet Pentaceraster och familjen Oreasteridae. Inga underarter finns listade i Catalogue of Life.